# Liga Sueca de Hóquei no Gelo de 2023-2024
A Liga Sueca de Hóquei no Gelo de 2023/2024 (em sueco:  Svenska Hockeyligan 2023/2024) foi a temporada da Liga Sueca de Hóquei no Gelo decorrida entre setembro de 2023 e abril de 2024.  

O torneio foi disputado por 14 clubes, contando com o novo participante, promovido da Hockeyallsvenskan (Campeonato Sueco de Hóquei no Gelo - Segunda Divisão): o Modo.

## Campeão
O campeão da temporada foi o Skellefteå AIK de Skellefteå, que conquistou o seu 4º título nacional, e se classificou para a Liga dos Campeões. 

## Clubes participantes
| Lag            | Ort          | Arena                  | Kapacitet | Kapacitet |
| -------------- | ------------ | ---------------------- | --------- | --------- |
| Frölunda HC    | Gotemburgo   | Scandinavium           | 12 044    |           |
| Färjestad BK   | Karlstad     | Löfbergs Arena         | 8 250     |           |
| HV71           | Jönköping    | Husqvarna Garden       | 7 000     |           |
| IK Oskarshamn  | Oskarshamn   | Be-Ge Hockey Center    | 3 275     |           |
| Leksands IF    | Leksand      | Tegera Arena           | 7 650     |           |
| Linköping HC   | Linköping    | Saab Arena             | 8 190     |           |
| Luleå HF       | Luleå        | Coop Norrbotten Arena  | 6 150     |           |
| Malmö Redhawks | Malmö        | Malmö Arena            | 12 600    |           |
| Modo Hockey    | Örnsköldsvik | Hägglunds Arena        | 7 115     |           |
| Rögle BK       | Ängelholm    | Catena Arena           | 6 310     |           |
| Skellefteå AIK | Skellefteå   | Skellefteå Kraft Arena | 5 801     |           |
| Timrå IK       | Timrå        | NHC Arena              | 6 000     |           |
| Växjö Lakers   | Växjö        | Vida Arena             | 5 750     |           |
| Örebro HK      | Örebro       | Behrn Arena            | 5 500     |           |